# Filipa Nascimento
Filipa Nascimento (1 de dezembro de 1996) é uma  é uma atriz e modelo portuguesa, mais conhecida por interpretar Melanie Sousa Ribeiro na novela Amor Amor da SIC.

## Biografia
O percurso de Filipa Nascimento começou na passerelle do concurso Karacter Model Tour 2010 e desde aí tem conquistado o mercado nacional e internacional. Filipa já foi cara de campanhas mundiais de grandes marcas como Coca-Cola, Renault e protagonizou a campanha da marca de produtos de cabelo Tressemé.
Em 2018, estreou-se na televisão na telenovela da SIC, Vidas Opostas, interpretando Íris Candal. Em 2019 mantém-se na SIC, na novela Terra Brava, interpretando Catarina Pinto.
Em 2020 entrou no filme alemão Der Lissabon Krimi: Der Teufel möglicherweise e é escolhida para ser uma das protagonistas da novela da SIC, Amor Amor, cuja estreia iria ocorrer em 2021, interpretando Melanie Sousa Ribeiro.
Em 2021, estreou-se como apresentadora na emissão do episódio de 3 de abril do programa Estamos em Casa da SIC.
Em 2022, Filipa Nascimento tornou-se embaixadora da Oriflame.

## Filmografia

### Televisão
| Ano         | Projeto                | Papel                       | Notas            | Canal |
| ----------- | ---------------------- | --------------------------- | ---------------- | ----- |
| 2018 - 2019 | Vidas Opostas          | Íris Candal                 | Elenco Principal | SIC   |
| 2019 - 2020 | Terra Brava            | Catarina Isabel Pinto       | Elenco Principal | SIC   |
| 2021        | A Máscara (2.ª edição) | Abelha                      | Concorrente      | SIC   |
| 2021 - 2022 | Amor Amor              | Melanie «Mel» Sousa Ribeiro | Protagonista     | SIC   |
| 2021        | Estamos em Casa        | Ela própria                 | Apresentadora    | SIC   |
| 2022        | Lua de Mel             | Melanie «Mel» Sousa Ribeiro | Protagonista     | SIC   |
| 2023 - 2024 | Os Eleitos             | Cláudia Trindade            | Elenco Principal | SIC   |
| 2024 - 2025 | A Promessa             | Leonor Sarmento             | Elenco Principal | SIC   |

### Cinema
| Ano  | Título                                        | Personagem | Ref.  |
| ---- | --------------------------------------------- | ---------- | ----- |
| 2020 | Der Lissabon Krimi: Der Teufel möglicherweise | Raquel     | [ 4 ] |